# Ruth Ford
Pour les articles homonymes, voir Ford (homonymie).
Ruth Ford est une actrice américaine, de son nom complet Ruth Elizabeth Ford, née le 7 juillet 1911 à Brookhaven (Mississippi) et morte le 12 août 2009 à New York (État de New York).

## Biographie

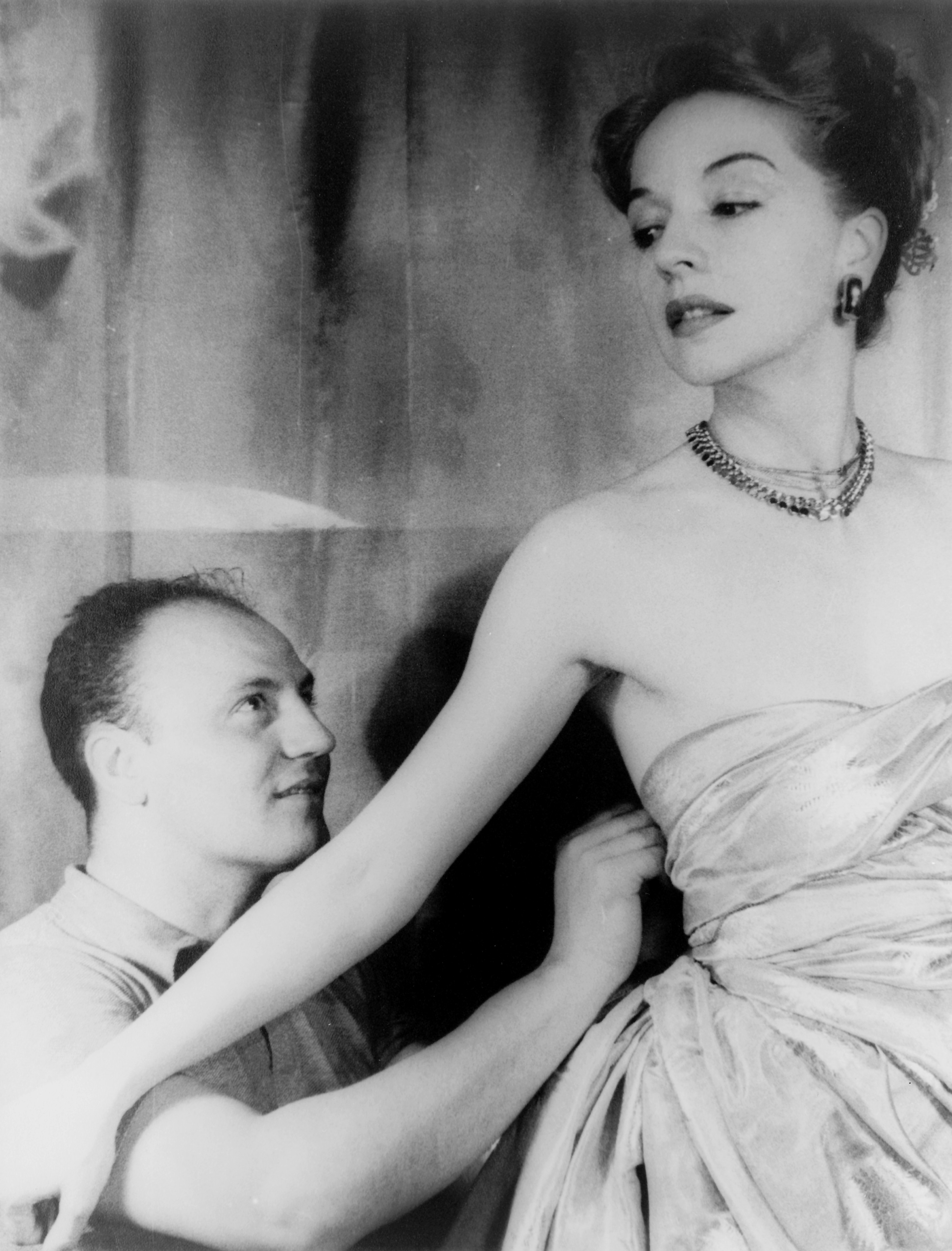
Habillée par Pierre Balmain en 1947 (photographie de Carl van Vechten)

Ruth Ford est d'abord modèle de photographes comme Cecil Beaton, Man Ray et Carl van Vechten jusqu'en 1937, année où elle entame une carrière au théâtre. L'année suivante (1938), elle intègre la troupe du Mercury Theatre (en) (fondé par John Houseman et Orson Welles) à Broadway, où elle débute dans deux pièces mises en scène par Welles. La deuxième est La Mort de Danton (1938) de Georg Büchner, avec John Berry, Joseph Cotten et Arlene Francis.
Outre deux comédies musicales, elle contribue à onze autres pièces sur les planches new-yorkaises. La dernière est Harold et Maude de Colin Higgins en 1980, avec Janet Gaynor interprétant Maude. Mentionnons également Huis clos de Jean-Paul Sartre en 1946, mise en scène par John Huston, avec Annabella et Claude Dauphin, ainsi que La Maison de Bernarda Alba de Federico García Lorca en 1951, avec Katína Paxinoú.
Divorcée de Peter Van Eyck après un bref mariage au début des années 1940, Ruth Ford épouse un autre acteur en 1952, Zachary Scott, dont elle devient veuve en 1965. Elle joue aux côtés de ce dernier dans la pièce Requiem pour une nonne, adaptation par William Faulkner de son roman éponyme, mise en scène par Tony Richardson et créée à Londres en 1957, avant une reprise à Broadway en 1959.
Au cinéma, elle tourne un premier film en 1938, Too Much Johnson d'Orson Welles (actuellement réputé perdu), avec Joseph Cotten et Arlene Francis. Elle apparaît régulièrement dans vingt-sept autres films américains, sortis de 1941 à 1946, dont Madame veut un bébé de Mitchell Leisen (1942, avec Marlène Dietrich et Fred MacMurray), Les Clés du royaume de John M. Stahl (1944, avec Gregory Peck et Thomas Mitchell) et Le Président Wilson d'Henry King (1944, avec Alexander Knox dans le rôle-titre). Par la suite, elle contribue encore à six films, disséminés entre 1963 et 1985.
Pour la télévision enfin, de 1946 à 1977, Ruth Ford participe à deux téléfilms et seize séries (plusieurs étant consacrées au théâtre), dont un épisode de Les Accusés, diffusé en 1965.

## Théâtre à Broadway (intégrale)
(pièces, sauf mention contraire)
- 1938 : Le Jour de fête du cordonnier (en) (The Shoemakers' Holiday) de Thomas Dekker, production de John Houseman et Orson Welles, mise en scène de ce dernier, avec John Berry, Joseph Cotten, George Coulouris, Norman Lloyd, Vincent Price, Elliott Reid
- 1938 : La Mort de Danton (Danton's Death - titre original : Dantons Tod) de Georg Büchner, adaptation de Geoffrey Dunlop, production de John Houseman et Orson Welles, mise en scène de ce dernier, musique de scène de Marc Blitzstein, avec Edgar Barrier, John Berry, Joseph Cotten, Arlene Francis, Martin Gabel, Erskine Sanford, Vladimir Sokoloff, Orson Welles
- 1939 : Swingin' the Dream, comédie musicale d'après Le Songe d'une nuit d'été (A Midsummer Night's Dream) de William Shakespeare, musique de Jimmy Van Heusen et divers, lyrics d'Eddie DeLange et divers, livret de Gilbert Seldes et Erik Charell, production et mise en scène d'Erik Charell, chorégraphie d'Agnes de Mille, supervision musicale de Benny Goodman et Don Vorhees, avec Louis Armstrong, Dorothy Dandridge, Dorothy McGuire, Butterfly McQueen, Oscar Polk
- 1946 : Huis clos (No Exit) de Jean-Paul Sartre, adaptation de Paul Bowles, mise en scène de John Huston, avec Annabella, Claude Dauphin
- 1947 : This Time Tomorrow de Jan de Hartog, avec John Archer, Sam Jaffe
- 1949-1950 : Clutterbuck de Benn W. Levy, avec Tom Helmore
- 1951 : La Maison de Bernarda Alba (The House of Bernarda Alba - titre original : La casa de Bernarda Alba) de Federico García Lorca, adaptation de James Graham Lujan et Richard L. O'Connell, avec Katína Paxinoú
- 1955 : L'Île des chèvres (Island of Goats - titre original : Delitto all'isola delle capre) d'Ugo Betti, adaptation d'Henry Reed, mise en scène de Peter Glenville, avec Uta Hagen, Laurence Harvey
- 1959 : Requiem pour une nonne (Requiem for a Nun), adaptation par William Faulkner de son roman éponyme, mise en scène de Tony Richardson, avec Zachary Scott (reprise ; création à Londres en 1957)
- 1964 : Le train de l'aube ne s'arrête plus ici (en) (The Milk Train doesn't stop here Anymore) de Tennessee Williams, musique de scène de Ned Rorem, mise en scène de Tony Richardson, avec Tallulah Bankhead, Tab Hunter
- 1966-1967 : Dinner at Eight (en) de George S. Kaufman et Edna Ferber, mise en scène de Tyrone Guthrie, avec Arlene Francis, June Havoc, Walter Pidgeon, Blanche Yurka (pièce adaptée au cinéma en 1933)
- 1967 : The Ninety Day Mistress de J. J. Coyle, avec Walter Abel
- 1971 : La Harpe d'herbes (The Grass Harp), comédie musicale, musique de Claibe Richardson (en), lyrics et livret de Kenward Elmsie, d'après le roman éponyme de Truman Capote, avec Barbara Cook
- 1976-1977 : Poor Murderer (en) de Pavel Kohout, d'après une histoire de Leonid Andreïev, avec Larry Gates, Maria Schell
- 1980 : Harold et Maude (Harold and Maude) de Colin Higgins, avec Janet Gaynor

## Filmographie

### Au cinéma (intégrale)
- 1938 : Too Much Johnson d'Orson Welles
- 1941 : Roaring Frontiers (en) de Lambert Hillyer
- 1941 : Secrets of the Lone Wolf d'Edward Dmytryk
- 1942 : Murder in the Big House de B. Reeves Eason
- 1942 : Madame veut un bébé (The Lady is willing) de Mitchell Leisen
- 1942 : L'amour n'est pas en jeu (In This Our Life) de John Huston
- 1942 : The Man who returned to Life de Lew Landers
- 1942 : The Devil's Trail de Lambert Hillyer
- 1942 : Escape for Crime de D. Ross Lederman
- 1942 : Men of the Sky de B. Reeves Eason (court métrage)
- 1942 : Secret Enemies de Benjamin Stoloff
- 1942 : Griffes jaunes (Across the Pacific) de John Huston
- 1942 : The Hidden Hand de Benjamin Stoloff
- 1942 : Lady Gangster (en) de Robert Florey
- 1943 : The Gorilla Man de D. Ross Lederman
- 1943 : La Petite Exilée (Princess O'Rourke) de Norman Krasna
- 1943 : Adventure in Iraq (en) de D. Ross Lederman
- 1943 : Murder on the Waterfront de B. Reeves Eason
- 1943 : Air Force d'Howard Hawks
- 1943 : Truck Busters de B. Reeves Eason
- 1944 : Les Clés du royaume (The Keys of the Kingdom) de John M. Stahl
- 1944 : Le Président Wilson (Wilson) d'Henry King
- 1945 : Circumstantial Evidence (en) de John Larkin
- 1945 : The Woman Who Came Back de Walter Colmes
- 1946 : Strange Impersonation d'Anthony Mann
- 1946 : Le Château du dragon (Dragonwyck) de Joseph L. Mankiewicz
- 1963 : Act One de Dore Schary
- 1969 : The Tree (en) de Robert Guenette
- 1971 : 7254 de John Stember
- 1972 : Play It As It Lays, de Frank Perry : Carlotta
- 1982 : The Eyes of the Amaryllis de Frederick King Keller (en)
- 1985 : Too Scared to Scream (en) de Tony Lo Bianco

### À la télévision (sélection de séries)
- 1949 : Theatre of Romance
  - Saison unique, épisode 1 Le Roman de Marguerite Gautier (Camille) de Robert Stevens
- 1965 : Les Accusés (The Defenders)
  - Saison 4, épisode 20 Fires of the Mind de David Greene